# Universal Century
Pour les articles homonymes, voir UC.
Universal Century (Siècle Universel en français) est un calendrier fictif présent dans la série Mobile Suit Gundam ainsi que dans ses suites. Il comporte quatre chiffres précédé des lettres « UC » (l'année 79 du Siècle Universel s'écrit donc « UC0079 »). Il commence entre les années 2045 et 2088 de notre ère.

## Chronologie
- AD 2001 (UC 0001) : élaboration des premières colonies spatiales. Destruction de la colonie Laplace pour tuer le premier ministre de la Fédération terrienne.
- AD 2062 (UC 0062) : tenue des meetings de Zeon Daikun sur Side-3, suivis de la demande qui deviendra croissante, de la colonie.
- Octobre AD 2068 (UC 0068) : mort de Daikun, Degwin Zabi prend le pouvoir du mouvement indépendantiste de la colonie.
- Mai AD 2070 (UC 0070) : élaboration du projet MS par Side-3 qui projette son réarmement.
- Décembre AD 2078 (UC 0078) : les tensions entre Side-3, le duché de Zeon, et la Fédération terrienne deviennent insoutenables. Gihren Zabi, le fils aîné de Degwin, déjoue une tentative d’assassinat contre sa personne.
- 2 et 3 janvier AD 2079 (UC 0079) : début de la guerre d'indépendance de Zeon.
- 31 décembre AD 2079 (UC 0079) : défaite de l’armée indépendantiste à A Baoa Qu, La Fédération déclare la paix à son avantage.
- Fin AD 2083 (UC 0083) : La flotte de Delaz, groupuscule activiste, se déclarant l’héritier du duché de Zeon, entend poursuivre la guerre et fait crasher une colonie sur la terre.
- 4 décembre AD 2083 (UC 0083) : En représailles des dégâts subit par la chute de la colonie, la Fédération ordonne la formation d’une unité d’élite chargée de surveiller le peuple des colonies : les TITAN.
- 31 juillet AD 2085 (UC 0085) : Les TITANs répriment une manifestation pacifique en gazant la station civile où se tient le meeting. S’ensuit la formation de l'AEUG, groupe de résistance destiné à combattre les activités répressives des TITANs.
- 22 février AD 2088 (UC 0088) : Bataille de Gryps, où l’AEUG, les TITANs ainsi que les forces du Duché de Zeon, menées par Mineba Zabi, s’affrontent afin d’établir durablement leur avantages. L’AEUG en sort affaiblie, les TITANs sont officiellement démantelés et les forces de Zeon se déclarent Neo-Zeon.
- AD 2088 (UC 0088) : Mort d’Hamahn Kahn, régente de Mineba et disparition de cette dernière, le mouvement Neo-Zeon semble disparaître.
- AD 2093 (UC 0093) : Déclaration de guerre à la Terre par Char Aznable, successeur de Neo-Zeon. Défaite de ce dernier.
- AD 2096 (UC 0096) : Des Neo-Zeoniste lancent des attaques contre la Fédération.
- AD 2097 (UC 0097) : Incident avec "Unicorn 03".
- AD 2100 (UC 0100) : Reconnaissance officielle de la république indépendante de Zeon.
- AD 2105 (UC 0105) : Chute de l’autonomie de la république indépendante de Zeon. Guerre entre le groupe terroriste Mufti et la Fédération.
- AD 2123 (UC 0123) : Déclaration de guerre entre Side-4 et la Terre, échec de l’opération visant à la suprématie coloniale une fois de plus.
- AD 2153 (UC 0153) : Nouveau soulèvement colonial dans Side-2.
- AD 2223 (UC 0223) : Le CONSENT, gouvernement despotique terrien nouvellement créé voit se soulever contre lui plusieurs groupes coloniaux.

## L'utilisation de l'Universal Century

### Séries et films
Ces productions reprennent la chronologie UC directement.
- Mobile Suit Gundam : The Origin (AD 2068 (UC 0068), AD 2079 (UC 0079)) (Protagoniste: E.F.S.F. (Armée fédérale)) (Antagoniste: Zeon)
- Mobile Suit Gundam MS IGLOO (AD 2079 (UC 0079)) (Protagoniste: E.F.S.F. (Armée fédérale)) (Antagoniste: Zeon)
- Mobile Suit Gundam (AD 2079 (UC 0079)) (Protagoniste: E.F.S.F. (Armée fédérale)) (Antagoniste: Zeon)
- Mobile Suit Gundam I (AD 2079 (UC 0079)) (Protagoniste: E.F.S.F. (Armée fédérale)) (Antagoniste: Zeon) (disponible en France)
- Mobile Suit Gundam II Soldats du désespoir (AD 2079 (UC 0079)) (Protagoniste: E.F.S.F. (Armée fédérale)) (Antagoniste: Zeon) (disponible en France)
- Mobile Suit Gundam III Rencontres dans l’espace (AD 2079 (UC 0079)) (Protagoniste: E.F.S.F. (Armée fédérale)) (Antagoniste: Zeon) (disponible en France)
- Mobile Suit Gundam : The 08th MS Team (AD 2079 (UC 0079)) (Protagoniste: E.F.S.F. (Armée fédérale)) (Antagoniste: Zeon)
- Mobile Suit Gundam : The 08th MS Team, Miller's report (AD 2079 (UC 0079)) (Protagoniste: E.F.S.F. (Armée fédérale)) (Antagoniste: Zeon)
- Mobile Suit Gundam 0080 : War in the Pocket (AD 2080 (UC 0080)) (Protagoniste: E.F.S.F. (Armée fédérale)) (Antagoniste: Zeon)
- Mobile Suit Gundam 0083 : Stardust Memory (AD 2083 (UC 0083)) (Protagoniste: E.F.S.F. (Armée fédérale)) (Antagoniste: Zeon)
- Mobile Suit Gundam 0083 : Le crépuscule de Zeon (AD 2083 (UC 0083)) (Protagoniste: E.F.S.F. (Armée fédérale)) (Antagoniste: Zeon) (disponible en France)
- Gundam Neo Experience 0087 : Green Divers (AD 2087 (UC 0087)) (Protagoniste: AUEG & Karaba) (Antagoniste: Titans)
- Mobile Suit Zeta Gundam (AD 2087 (UC 0087)) (Protagoniste: AUEG & Karaba) (Antagoniste: Titans & Axis → Neo Zeon)
- Mobile Suit Zeta Gundam A New Translation (AD 2087 (UC 0087)) (Protagoniste: AUEG & Karaba) (Antagoniste: Titans & Axis → Neo Zeon) (trois films)
- Mobile Suit Gundam ZZ (AD 2088 (UC 0088)) (Protagoniste: AUEG & Karaba) (Antagoniste: Neo Zeon)
- Mobile Suit Gundam : Char contre-attaque (AD 2093 (UC 0093)) (Protagoniste: E.F.S.F. (Armée fédérale)) (Antagoniste: Neo Zeon) (disponible en France)
- Mobile Suit Gundam Unicorn (AD 2096 (UC 0096)) (Protagoniste: E.F.S.F. (Armée fédérale)) (Antagoniste: Les Manchettes de Zeon (Neo Zeon)) (disponible en France)
- Mobile Suit Gundam Narrative (AD 2097 (UC0097)) (Protagoniste: Jona Basta (Armée fédérale)) (Antagoniste: Zoltan Akkanen (Neo Zeon)) (disponible en France)
- Mobile Suit Gundam : L'éclat de Hathaway (AD 2105 (UC0105)) (Protagoniste: Noa Hathaway (Mafty Navue Erin)) (Antagoniste: E.F.S.F. (Armée fédérale)) (disponible en France)
- Mobile Suit Gundam F91 (AD 2123 (UC 0123)) (Protagoniste: E.F.S.F. (Armée fédérale)) (Antagoniste: Crossbone Vanguard) (disponible en France)
- Mobile Suit Victory Gundam (AD 2153 (UC 0153)) (Protagoniste: Ligue Militaire) (Antagoniste: Empire Zanscare)
- Gaia Gear (AD 2023 (UC0203) (Protagoniste: Metatron) (Antagoniste: MAHA / Man Hunting Agency)
- G-Saviour (AD 2223 (UC 0223)) (Protagoniste: Illuminati) (Antagoniste: CONSENT)

### Les dérivés
Il y a deux utilisations remarquables de l'UC dans les séries « alternative » de Gundam. D'abord, Turn A Gundam, série en apparence détachée, serait une conclusion définitive de Gundam (et donc du Siècle Universel).
Ensuite, il y a l'ère cosmique de Mobile Suit Gundam SEED. Il s'agit ici d'une sorte de remake du premier Gundam. À la suite du succès énorme au Japon et aux États-Unis de la série, un manga, Astray puis une suite sont programmés. Celle-ci, Mobile Suit Gundam SEED Destiny reprend des pans entiers des anciennes séries de la licence. L'ère cosmique constitue donc une alternative au Siècle Universel, tout en restant plus accessible et nettement moins complète que son aînée.
Notons que l'appellation "Calendrier Universel" fut un temps utilisée et reprise par de nombreux sites, mais depuis la sortie des OAV de Gundam Unicorn en 2010, la dénomination officielle reconnue par Sunrise est bien "Siècle Universel".

### Sources
- MS Era (databook/artbook)
- Gundam (séries UC)
- Mobile Suit Gundam Unicorn
- Mobile Suit Gundam The Origin